# معادله تولمن–اوپنهایمر–ولکوف
Tolman–Oppenheimer–Volkoff equation

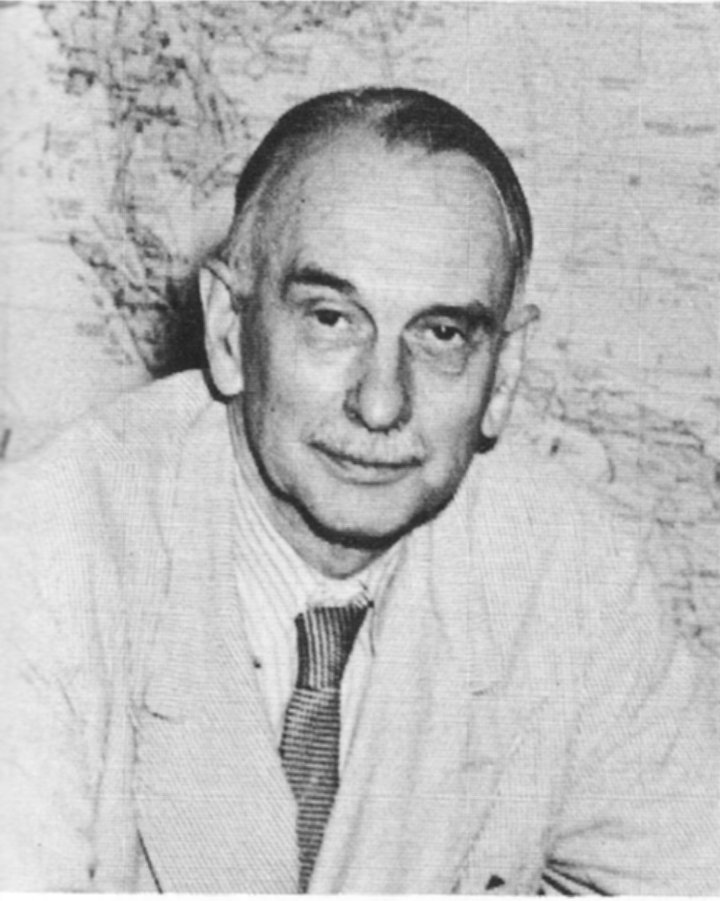
ریچارد تولمن

از حل معادلات میدان اینشتین برای نواحی جرم دار که در آن عناصر تنسور ضربه-انرژی صفر نیستند (و قطعاً به چگالی جرم و انرژی میدان مرتبط می‌باشند.) می‌توان عناصر متریک (سنجه) فضا-زمان را در داخل اجرام ثقیل (همچون ستاره های نوترونی) به صورت تابعی از شعاع و جرم آنها محاسبه کرده و سپس فشار داخلی جرم نسبیتی را بر حسب شعاع ارائه دهیم:
{\displaystyle {\frac {dP(r)}{dr}}=-{\frac {G}{r^{2}}}\left[\rho (r)+{\frac {P(r)}{c^{2}}}\right]\left[M(r)+4\pi r^{3}{\frac {P(r)}{c^{2}}}\right]\left[1-{\frac {2GM(r)}{c^{2}r}}\right]^{-1}\;}
روش حل بدین قرار است که می دانیم برای پیوستار چهار بعدی فضا-زمان متریک متقارن چنین است:
{\displaystyle c^{2}d\tau ^{2}=g_{00}dt^{2}+g_{11}dr^{2}+g_{22}d\theta ^{2}+g_{33}d\phi ^{2}\;}
و برای مدل کروی به صورت تابعی از شعاع کره دارای مؤلفه‌های مکانی و زمانی متغیر با شعاع است:
{\displaystyle g_{00}=e^{\nu (r)}c^{2}\;} و  {\displaystyle g_{11}=-e^{\lambda (r)}\;}
لذا فرم کلی آن برا این اساس چنین خواهد بود:
{\displaystyle c^{2}d\tau ^{2}=e^{\nu (r)}c^{2}dt^{2}-e^{\lambda (r)}dr^{2}-r^{2}d\theta ^{2}-r^{2}\sin ^{2}\theta d\phi ^{2}\;}
پس از محاسبه عناصر تنسور اینشتین برای این متریک و سپس با در اختیار داشتن تنسور ضربه-انرژی و قرار دادن این مقادیر در معادلات میدان اینشتین به راحتی می‌توان عناصر مکانی و زمانی این متریک را طوری بدست آورد که:
{\displaystyle ds^{2}=e^{\nu (r)}c^{2}dt^{2}-(1-2GM(r)/rc^{2})^{-1}dr^{2}-r^{2}(d\theta ^{2}+\sin ^{2}\theta d\phi ^{2})\;}
{\displaystyle {\frac {d\nu (r)}{dr}}=-\left({\frac {2}{P(r)+\rho (r)c^{2}}}\right){\frac {dP(r)}{dr}}\;}